# لژیمیر
لژیمیر (به صربی: Ležimir) یک منطقهٔ مسکونی در صربستان است که در Sremska Mitrovica Municipality واقع شده‌است. لژیمیر ۹۴۷ نفر جمعیت دارد.